# 미우라 아키토
미우라 아키토(일본어: 三浦 旭人, 1987년 8월 11일 ~ )는 일본의 전 축구 선수이다.

## 구단 경력
과거 요코하마 F. 마리노스, 가이나레 돗토리, FC 류큐, 레노파 야마구치 FC에서 활동하였다.